# Marmosa tyleriana
Marmosa tyleriana là một loài động vật có vú trong họ Didelphidae, bộ Didelphimorphia. Loài này được Tate mô tả năm 1931.